# Okręg Thionville
Okręg Thionville (fr. Arrondissement de Thionville) – okręg w północno-wschodniej Francji. Populacja wynosi 268 tysięcy. Okręg został utworzony 1 stycznia 2015 roku w drodze połączenia dwóch mniejszych okręgów: Thionville-Ouest oraz Thionville-Est.

## Podział administracyjny
W skład okręgu wchodzą następujące kantony:
- Algrange,
- Bouzonville,
- Fameck,
- Hayange,
- Metzervisse,
- Thionville,
- Yutz.